# Woiwodschaft Łódź (1919–1939)
Die Woiwodschaft Łódź (polnisch Województwo łódzkie) war eine Verwaltungseinheit der Zweiten Republik Polen von 1919 bis 1939.
Sie bestand wieder von 1945 bis 1975 und wurde 1999 in verändertem Zuschnitt neu errichtet. Die von 1975 bis 1998 bestehende Woiwodschaft Łódź hatte dagegen eine Fläche von nur 1524 km².

## Geschichte
Das Gebiet der Woiwodschaft Łódź bestand bis 1793 zu einem großen Teil aus den Woiwodschaften mit den Hauptstädten Kalisz, Łęczyca, Rawa und Sieradz. Ihr Gebiet kam 1793 und 1795 mit der Zweiten und Dritten Teilung Polens an das Königreich Preußen und von 1807 bis 1815 an das Herzogtum Warschau. Die Woiwodschaft Kalisz im, mit dem Russischen Zarenreich verbundenen, Kongresspolen bestand von 1816 bis 1837. Sie umfasste auch das Gebiets um Częstochowa. Das Gouvernement Kalisz der Jahre 1837 bis 1918 hatte mit 11.373 km² einen kleineren Zuschnitt. Łódź selbst war ein unbedeutender Ort, der sich erst mit dem Aufbau der Textilindustrie im 19. Jahrhundert zur drittgrößten Stadt des Landes entwickelte.
Nach dem Ersten Weltkrieg wurde die Woiwodschaft Łódź 1919 im wiederhergestellten Polen neu errichtet. Durch Umgliederungen wurden zum 1. April 1938 Teile des Gebiets im Westen an die Woiwodschaft Posen abgetreten.
Nach dem Überfall auf Polen kam das Gebiet durch völkerrechtswidrigen Annexion zum Deutschen Reich. Die westlich gelegene Woiwodschaft Posen bildete den Kern des Reichsgaus Wartheland (Okręg Rzeszy Kraj Warty). In der Besatzungszeit wurde im November 1939 das Industriegebiet um Lodsch dem Wartheland zugeschlagen, während der östliche Teil der aufgelösten Woiwodschaft zum Generalgouvernement kam. Zum 1. April 1940 wurde der Sitz des Regierungspräsidenten von Kalisch nach Lodsch verlegt, das elf Tage später in Litzmannstadt umbenannt wurde. Der Reichsgau mit den Regierungsbezirken Regierungsbezirken Posen, Hohensalza und Litzmannstadt (bis Februar 1945 Regierungsbezirk Kalisch) umfasste 45.000 km².
Nach der Eroberung durch die Rote Armee im Januar 1945 wurde die Woiwodschaft Łódź wiederhergestellt, jedoch im August 1945 die Großstadt Łódź, als eine Stadt mit Woiwodschaftsrechten herausgelöst. Der Zuschnitt der Woiwodschaft Łódź wurde 1950 (mit Łódź) noch einmal verändert.
Bei einer weiteren Verwaltungsreform wurden 1975 die Powiate (Kreise) aufgelöst und die Woiwodschaft in drei kleine Woiwodschaften aufgeteilt. Zum 1. Januar 1999 wurden die Powiate wiederhergestellt und die Woiwodschaft Łódź mit 18.219 km² gebildet. Sie ist damit kleiner als  die Woiwodschaft Łódź in den Grenzen von 1931.

## Bevölkerung und Sprachen
Die Bevölkerung der Woiwodschaft betrug nach der Volkszählung von 1921 2.252.769 Menschen. Von ihnen gehörten 4,6 Prozent (103.484) der deutschen Minderheit an.
Verteilung nach Konfession:
- Römisch-katholisch: 77 %; 1.734.117
- Israelitisch: 14,5 %; 326.973
- Evangelisch: 7,6 %; 171.169
- Mennoniten: 0,53 %; 12.024

## Liste der Powiate der Woiwodschaft
Bei Powiaten, die am 1. April 1938 von der Woiwodschaft abgetreten wurden, steht dies dabei. Die verlinkten polnischen Powiate sind die heutigen Gebietseinheiten gleichen Namens, deren Grenzen sich durch Gebietsreformen bis 1999 häufig verändert haben.

### Kreisfreie Stadt
Kreisfreie Städte sind Städte im Range eines Powiat (miasta na prawach powiatu). Angabe der Fläche und Einwohnerzahl, Stand: 1929
1. Łódź, 37 km² mit 597.183 Einwohnern

### Powiate
Angabe der Fläche und Einwohnerzahl, Stand: 1929
1. Powiat Brzeziński, 1117 km² mit 125.029 Einwohnern, Sitz: Brzeziny
2. Powiat Kaliski, 1480 km² mit 180.320 Einwohnern, Sitz: Kalisz (Kalisch) – ab 1. April 1938 zur Woiwodschaft Posen
3. Powiat Kolski, 1233 km² mit 112.029 Einwohnern, Sitz: Koło (Kolo) – ab 1. April 1938 zur Woiwodschaft Posen
4. Powiat Koniński, 1313 km² mit 111.415 Einwohnern, Sitz: Konin – ab 1. April 1938 zur Woiwodschaft Posen
5. Powiat Łaski, 1403 km² mit 149.404 Einwohnern, Sitz: Łask (Lask)
6. Powiat Łęczycki, 1316 km² mit 122.422 Einwohnern, Sitz: Łęczyca (Lenczyca)
7. Powiat Łódzki, 883 km² mit 110.381 Einwohnern, Sitz: Łódź[1]
8. Powiat Piotrkowski, 2088 km² mit 197.285 Einwohnern, Sitz: Piotrków Trybunalski (Petrikau)
9. Powiat Radomszczański, 2113 km² mit 169.847 Einwohnern, Sitz: Radomsko
10. Powiat Sieradzki, 1613 km² mit 155.425 Einwohnern, Sitz: Sieradz
11. Powiat Słupecki, 1070 km² mit 83.985 Einwohnern, Sitz: Słupca (Slupca) – am 1. April 1932 aufgelöst und in den Powiat Konin eingegliedert[2]
12. Powiat Turecki, 1248 km² mit 102.139 Einwohnern, Sitz: Turek – ab 1. April 1938 zur Woiwodschaft Posen
13. Powiat Wieluński, 2101 km² mit 181.362 Einwohnern, Sitz: Wieluń (Welun)

### Veränderungen
Zum 1. April 1932 wurde der Powiat Słupecki aufgelöst und an den Powiat Koniński angegliedert.
Zum 1. April 1938 wurden die Powiate Kaliski, Kolski, Koniński und Turecki an die Woiwodschaft Posen abgetreten.

## Größte Städte
Einwohnerzahl, Stand: 1929
- Łódź, 597.183
- Kalisz, 55.613
- Piotrków Trybunalski, 43.437
- Tomaszów Mazowiecki, 35.484 (Powiat Brzeziński)
- Pabianice, 34.967 (Powiat Łaski)
- Zgierz, 24.800 (Powiat Łódzki)
- Zduńska Wola, 23.540 (Powiat Sieradzki)
- Radomsko, 20.372

## Woiwoden
- Antoni Kamieński, 1919–1922
- Paweł Garapich, 1922–1923 (komm.)
- Marian Rembowski, 1923–1924
- Paweł Garapich, 1924
- Ludwik Darowski, 1925–1926
- Jan Ossoliński, 1926 (komm.)
- Władysław Jaszczołt, 1926–1933
- Aleksander Hauke-Nowak, 1933–1938
- Henryk Józewski, 1938–1939.